# Церква св.Трійці (Ліма, Перу)
Церква св.Трійці (Ліма, Перу) (La iglesia ortodoxa de la Santísima Trinidad) – єдиний православний храм у Перу, належить до Буенос-Айреської єпархії Вселенського патріархату.
У 1948 році у Ліму приїхав російський священник Серафим. Православна церква у Перу почала діяти на початку 1950-х рр. з ініціативи російської діаспори. Спочатку орендували будинок в окрузі Jesus Maria.
17 грудня 1953 року було утворено «Православне християнське культурне товариство», яке почало проводити різноманітні активності для збору коштів на купівлю землі та будівництво церкви.
Жертводавцями були здебільшого особи російського, лівано-сирійського та сербського походження.
Відповідальними за будівництво нової церкви стали архітектор Володимир Моссер та інженер Вадим Нікітін.
Урочисте відкриття храму відбулося в 1955 році під керівництвом архієпископа Сантьяго-де-Чилійського РПЦЗ Леонтія (Філіповича). Через 4 роки парафія перейшла до Православної церкви в Америці.
Поступово кількість росіян у парафії зменшувалась, натомість усе більше було греків, румун та сербів.
Російський священник Серафім помер у 1998 році. Після цього громада перейшла під омофор Вселенського патріархату. Новим настоятелем храму став архімандрит Хосе Роберто де Олівейра. У 2001 році відбулась реконструкція церкви – знято типово російські купола-«цибулини». Храм переосвячено 14 квітня 2002 року.
У 2009 році росіяни створили російський хор при церкві, чим спричинили міжнаціональну напругу в парафії. Невдовзі під тиском більшості парафіян росіяни покинули церкву. У 2011 році вони утворили окрему православну парафію при Посольстві РФ у Перу.